# Daniel Domscheit-Berg
Daniel Domscheit-Berg (né Berg en 1978), initialement connu sous le pseudonyme de Daniel Schmitt, est un militant allemand de la technologie. Il s'engage dans le projet WikiLeaks durant trois ans, qu'il quitte dans des circonstances houleuses puis tente de créer une plate-forme similaire, OpenLeaks.

## Biographie
Originaire de la région de Francfort, se déclarant anarchiste, Daniel Domscheit-Berg est diplômé d'informatique et spécialisé dans la sécurité des réseaux. Il se marie avec Anke Domscheit (de) en 2010.

## WikiLeaks
En 2007, il rencontre Julian Assange lors du Chaos Communication Congress et s'engage à ses côtés dans le projet WikiLeaks dont il devient le porte-parole. Durant cette période, Daniel Domscheit-Berg se présente sous le pseudonyme de Daniel Schmitt mais révèle ensuite sa véritable identité durant une interview avec le journal Der Spiegel,.
Il démissionne de WikiLeaks en septembre 2010 après avoir été suspendu par Assange ; les deux hommes ayant des désaccords profonds sur la façon de gérer l'organisation,. Dans Inside Wikileaks: dans les coulisses du site internet le plus dangereux du monde, son livre paru en février 2011, Daniel Domscheit-Berg révèle de nombreux détails sur WikiLeaks et sur la personnalité de Julian Assange qu'il héberge à son domicile durant deux mois. Il juge Assange autocrate et irresponsable en refusant d'anonymiser les noms figurant sur les documents que dévoile l'organisation et le compare à un enfant qui joue avec des armes à feu. Domscheit-Berg lui reproche également d'entretenir l'opacité sur la question du financement de WikiLeaks,. En quittant l'organisation, il subtilise 3 500 documents qui devaient être publiés mais qu'il juge ne pas être en sécurité à WikiLeaks. Ces documents confidentiels contiennent, entre autres, une liste de personnes interdites de vol aux États-Unis, des informations au sujet de groupes néo-nazis et 5 Go de documents relatifs à Bank of America.

## OpenLeaks
À la fin de l'année 2010, Daniel Domscheit-Berg annonce vouloir créer OpenLeaks, une plate-forme dont la finalité est similaire à WikiLeaks mais, selon lui, plus transparente, neutre et ouverte.
Au Forum économique mondial, il annonce le lancement expérimental de la plate-forme et explique qu'elle n'est pas destinée à recevoir des documents comme le fait WikiLeaks, mais plutôt à fournir aux médias une technologie permettant de créer leur propre boite de dépôt de documents.
En 2011, Domscheit-Berg qui est membre du Chaos Computer Club (CCC), présente OpenLeaks au Chaos Communication Camp, mais l'assistance doute de la fiabilité de la plate-forme qui reste toujours à l'état de projet huit mois après l'annonce initiale. Il demande alors aux hackers de tester la sécurité du site, ce qui provoque la réprobation du conseil d'administration du CCC, ce dernier ne voulant pas que Domscheit-Berg exploite la réputation du club pour ses propres buts. Par ailleurs, bien que le porte-parole du Chaos Computer Club de l'époque, Andy Müller-Maguhn, se pose en médiateur entre Julian Assange et Daniel Domscheit-Berg au sujet des documents volés à WikiLeaks, ce dernier refuse de les rendre et finit par les détruire,. Pour ces raisons, il est exclu du CCC mais il est finalement réintégré quelques mois plus tard durant une assemblée générale extraordinaire,.
En 2013, alors que des rapports indiquent que la plate-forme aurait fermé, Domscheit-Berg déclare : « Nous avons malheureusement été occupés par d'autres projets complémentaires ces derniers mois. Il y a eu un peu de laissés-pour-compte, actuellement entre autres l'accessibilité du site web ».

## Films et ouvrage
- Daniel Domscheit-Berg apparaît dans les documentaires We Steal Secrets: The Story of WikiLeaks (2013) et All Creatures Welcome (2018)[14].
- Le Cinquième Pouvoir (The Fifth Estate) avec Daniel Brühl dans le rôle de Daniel Domscheit-Berg (2013)[15].
- Inside Wikileaks: dans les coulisses du site internet le plus dangereux du monde, Daniel Domscheit-Berg, 16 février 2011, Grasset,  (ISBN 2246785421).